# Orde Alemany
|  | Per l'orde militar medieval, veure Orde Teutònic |

L'Orde Alemany (alemany: Deutscher Orden) era el màxim guardó que es podia atorgar a una persona dins de l'Alemanya Nazi pels «deures del màxim ordre a l'Estat i al Partit». Va ser creat per Adolf Hitler l'11 de febrer de 1942.
L'Orde Alemany originalment havia de ser atorgat en 3 graus, però només s'atorgà en la classe superior (insígnia penjada al coll). És el segón guardó més rar dins l'Alemanya nazi (el més estrany és el Guardó Nacional Alemany de les Arts i Ciències), i se suposa que els guardonats havien de formar una fraternitat.
Era un reconeixement personal de Hitler pels serveis prestats al NSDAP, i no tenia uns requeriments específics. Per aquest motiu, se la solia anomenar l'"Orde de Hitler". Els cínics anomenaven la condecoració com "l'orde dels herois morts", car gairebé totes van ser concedides a títol pòstum. Només dos receptors de l'orde Alemany van sobreviure a la guerra: Konstantin Hierl i Arthur Axmann.
A finals de 1939, Rudolf Hess va publicar diverses propostes de condecoracions del NSDAP de diversos rangs, especialment per reconèixer el servei de guerra: entre elles estava la creació d'una Gran Creu de la Insígnia d'Or del Partit, com a màxima condecoració nazi. Es van fer diversos dissenys, però semblava que la proposta no prosperaria. No obstant això, quan el Dr. Fritz Todt (el dissenyador del sistema de les Autobahn, de la Línia Siegfried i antic membre del partit) morí el 1942, Hitler introduí sobtadament l'orde, concedint-li pòstumament.
El 1942 Hess havia caigut en desgràcia (era presoner dels anglesos), i la seva proposta pel nom va ser abandonada. Es proposaren diversos noms (Orde Nacional Alemany, Creu Daurada de l'Orde Alemany, Orde de Hitler o Orde de la Cancelleria Alemanya), però el desig de Hitler fou que simplement fos anomenada Orde Alemanya, un terme associat als Cavallers Teutònics de l'Edat Mitjana.
Els receptors coneguts són:
- Reichsminister Dr. Fritz Todt – 8/2/1942 (a títol pòstum)
- SS-Obergruppenführer Reinhard Heydrich – 9-6-1942 (a títol pòstum)[3]
- NSKK-Korpsführer Adolf Hühnlein – 22/6/1942 (a títol pòstum)
- SA-Stabschef Viktor Lutze – 8/5/1943 (a títol pòstum)
- Gauleiter Josef Bürckel – 3/10/1944 (es va suïcidar al Novembre de 1944)
- Generalmajor Rudolf Schmundt – 7/10/1944 (a títol pòstum)
- Reichsarbeitsführer Konstantin Hierl – 24/2/1945
- Gauleiter Karl Hanke – 12/4/1945 (assassinat setmanes després)
- Gauleiter Karl Holz – 19/4/1945 (mort en acció l'endemà)
- Reichsjugendführer Arthur Axmann – 28/4/1945

Per raons òbvies, aquest orde també va ser coneguda pels cínics com "L'Orde de la Mort", doncs només dos dels 9 receptors coneguts van sobreviure. Entre els proposats per rebre-la, però que no és segur si així va ser figuren el Gran Almirall Karl Dönitz, el Reichsführer-SS Heinrich Himmler o el Reichminister Albert Speer.
No obstant això, no existeixen fotografies de ningú lluint-la, sinó que les úniques imatges són les dels coixins fúnebres amb les condecoracions de Todt i Heydrich.
El seu disseny evoca les dues màximes condecoracions nazis (l'Orde de Sang i la Insígnia d'Or del Partit), per la qual cosa es creu que potser es va crear per reconèixer els mèrits dins del Partit a tots aquells que no poguessin rebre les altres.

## Disseny
Una creu d'estil pattée en esmalt negre, amb una franja daurada. Entre els braços de la creu hi han àligues del Partit daurades. Al mig hi apareix la Insígnia d'Or del Partit (i al revers apareix la signatura de Hitler en daurat sobre esmalt negre). La creu penja d'una corona de llorer de forma ovalada, amb dues espases creuades al davant; i tot plegat d'una àliga del partit amb fulles de roure. Penja del coll d'un galó igual que el de l'Orde de Sang (vermell a la part central, i amb una franja blanca i una negra als costats).
La insígnia del pit és igual, però sense la corona de llorer i les espases.